# La frecuencia Kirlian
La frecuencia Kirlian (estrenada internacionalmente en inglés como Ghost Radio, o The Kirlian Frequency) es una serie web animada argentina creada por Cristian Ponce y estrenada en 2017. Fue lanzada originalmente en las plataformas YouTube y Vimeo, y desde el 15 de febrero de 2019 se encuentran exclusivamente en el catálogo de Netflix. La serie gira en torno a una radio que sólo transmite de noche, en un pequeño pueblo encontrado en el interior de la provincia de Buenos Aires donde ocurren toda clase de eventos macabros y sobrenaturales.
La Frecuencia Kirlian combina en su historia dos tópicos clásicos del cine y la televisión de terror: el de la "radio de trasnoche" y el del "pequeño y extraño pueblo"; al estilo de los relatos de Stephen King o la clásica serie cómica y de misterio Eerie Indiana.

## Producción
La productora Tangram Cine produjo en 2009 un primer piloto, de manera independiente y con acción real, mismo que fue anunciado en sus redes sociales durante la época pero cuya posproducción jamás fue finalizada. Dicho piloto fue escrito y dirigido por Cristian Ponce y Pedro Saieg.
Durante los siguientes ocho años la serie adoptó diferentes formas y fue presentada a distintas convocatorias nacionales e internacionales, como proyecto para serie de televisión o largometraje.
En 2015, su creador Cristian Ponce decidió encarar el proyecto con formato de serie animada. Con el apoyo de Hernán Bengoa (con quien ya había trabajado durante dos temporadas de Policompañeros Motorizados)) dieron forma a esta nueva encarnación,que se apoyaba en una estructura de antología clásica al estilo de Twilight Zone o Tales from the Crypt, sumado a una mínima serialidad en las historias dada por la intervención del Locutor, el presentador y personaje protagonista de la serie, que habla sobre los problemas de la localidad.
La nueva versión fue producida por Tangram Cine y Decimu Labs, y realizada casi en su totalidad por un equipo reducido de cuatro personas: Cristian Ponce (guion, dirección y animación), Hernán Bengoa (guion e ilustraciones), Hernán Biasotti (diseño de sonido) y Marcelo Cataldo (música original). Esto sin contar los actores de voz: Nicolás Van de Moortele, Casper Uncal, María Dupláa, Letizia Bloisi, Ciro Herce, Milagros Molina y Jorge Alonso.

## Estilo
La serie toma varios elementos típicos del cine y la televisión de corte fantástico como el de la "radio de trasnoche" (con The Fog, Night Visions, Pontypool como referentes de ficción, al igual que Coast to Coast AM y La Mano Peluda en el mundo real; y el clásico tema del "pueblo chico/infierno grande", visto en obras como Eerie Indiana, IT, Gravity Falls o Twin Peaks.
Durante los últimos años esta misma combinación se ha visto representada en varias producciones, como el podcast Welcome to Night Vale (2012-actualidad).

## Estreno en Netflix
A mediados de 2018 La Frecuencia Kirlian desapareció virtualmente de todas sus redes sociales y solo a fines de enero de 2019 se anunció su regreso a través de Netflix, doblada además al inglés y el portugués para su estreno internacional. La plataforma ofrecía los primeros cinco episodios de la serie, mientras que los episodios 6, 7 y 8 estaban disponibles en el canal de YouTube de Tangram Cine.
Actualmente, sin embargo se encuentra únicamente en la plataforma Flixxo, donde se puede ver la serie entera.

## Episodios

### Primera temporada
| No. (serie) | No. (temp.) | Título                                          | Director(es)   | Escritor(es)   | Estreno                 | Estreno en Netflix    |
| ----------- | ----------- | ----------------------------------------------- | -------------- | -------------- | ----------------------- | --------------------- |
| 1           | 1           | «El País de Abril» «Casette #87-731 Lado B»     | Cristian Ponce | Cristian Ponce | 30 de abril de 2017     | 15 de febrero de 2019 |
| 2           | 2           | «Los Amos de la Noche» «Casette #87-734 Lado A» | Cristian Ponce | Cristian Ponce | 23 de julio de 2017     | 15 de febrero de 2019 |
| 3           | 3           | «Un Nuevo Color» «Casette #87-822 Lado A»       | Cristian Ponce | Hernan Bengoa  | 31 de octubre de 2017   | 15 de febrero de 2019 |
| 4           | 4           | «El Rey de la Navidad» «Casette #87-882 Lado B» | Cristian Ponce | Cristian Ponce | 23 de diciembre de 2017 | 15 de febrero de 2019 |
| 5           | 5           | «Un Viejo y su Perro» «Cassete #87-898 Lado A»  | Cristian Ponce | Cristian Ponce | 29 de julio de 2018     | 15 de febrero de 2019 |

### Segunda temporada
| No. (serie) | No. (temp.) | Título                                          | Director(es)   | Escritor(es)   | Estreno                 | Estreno en Netflix |
| --- | ----------- | ----------------------------------------------- | -------------- | -------------- | ----------------------- | ------------------ |
| 6 | 1           | «El Escape de Bilder» «Cassette #87-898 Lado B» | Cristian Ponce | Diego Labat    | 22 de diciembre de 2019 | —                  |
| La clínica Valerga es un lugar siniestro donde la salud de los pacientes no es nunca la prioridad. El futuro se ve oscuro para Bilder, el más nuevo de sus internados.                                                                                              |             |                                                 |                |                |                         |                    |
| 7 | 2           | «Los Invasores» «Cassette #87-731 Lado B»       | Cristian Ponce | Cristian Ponce | 31 de octubre de 2020   | —                  |
| Luces misteriosas que recorren los cielos y casas encantadas que destruyen la vida de sus ocupantes, son ocurrencias casi habituales en Kirlian. Sólo que esta noche el horror inmobiliario se trasladará de una vez por todas al espacio exterior.                 |             |                                                 |                |                |                         |                    |
| 8 | 3           | «Arcade Arcano»                                 | Hernán Bengoa  | Cristian Ponce | 1 de noviembre de 2020  | —                  |
| Los videojuegos pueden ser divertidos, pueden ser peligrosos, pueden ser mortales. En Kirlian ha abierto una nueva galería y el arcade de moda también puede ser el último que juegues...                                                                           |             |                                                 |                |                |                         |                    |
| 9 | 4           | «Kirlian 6»                                     | Cristian Ponce | Cristian Ponce | 31 de octubre de 2021   | —                  |
| Una enfermera solitaria comienza a recibir mensajes inesperados a través de la grilla de trasnoche en el canal de televisión local. Lo que comienza como una llamada del más allá, pronto devela la guerra interna que se desarrolla entre los confines de Kirlian. |             |                                                 |                |                |                         |                    |
| 10 | 5           | «El Silencio»                                   | Hernán Bengoa  | Hernán Bengoa  | 31 de octubre de 2021   | —                  |
| Todos conocen Kirlian, todos tienen un primo o un amigo que vive ahí. También Pilar. Llega el final de "La Frecuencia Kirlian", pero antes una coda al silencio entre tandas... Pilar vuelve a casa justo para el gran final.                                       |             |                                                 |                |                |                         |                    |

## Premios
La Frecuencia Kirlian ganó el premio a Mejor Guión para una Serie Web Animada en los premios Bawebfest 2018.